# Småtjärnarna (Burträsks socken, Västerbotten)
Småtjärnarna är en sjö i Skellefteå kommun i Västerbotten och ingår i Sävaråns huvudavrinningsområde.